# Kuneradský zámek
Kuneradský zámek je bývalý lovecký zámek ve Svitačové dolině v katastrálním území obce Kunerad ve výši cca 600 m. Zámek i s areálem je národní kulturní památkou.
Zámek dal postavit v roce 1916 hrabě Balestrém, pruský junker. Stavba měla původně sloužit jako rekreační lovecký zámek pro tehdejší císaře Rakousko-Uherska a Německa – Františka Josefa a Viléma II. Po vypuknutí 1. světové války se tento záměr neuskutečnil. Sloužil jako rodinné sídlo pro potřeby rodiny Balestrémů, kteří zámek navštěvovali. Později během SNP měla v zámku sídlo 2. partyzánská brigáda M. R. Štefánika. Proto ho 25. září 1944 německé jednotky vypálily. Dnes zde je osazena pamětní deska.
Po rekonstrukci v roce 1959 zámek sloužil k léčení onemocnění dýchacích cest jako Léčebna SNP Kunerad. Další rekonstrukce proběhla v roce 1974 a zámek přešel pod Československé státní lázně Rajecké Teplice, později Slovenské státní lázně Rajecké Teplice, respektive Slovenské léčebné lázně Rajecké Teplice, a. s.. V roce 1996 zámek prošel spolu s lázněmi v Rajeckých Teplicích do soukromého vlastnictví. Od té doby byl využíván jen příležitostně. 10. března 2010 zasáhl během rekonstrukce střechu zámku velký požár. O osm let později, 20. října 2018, zchátralý zámek opět vyhořel.
Stavba je postavena ve stylu moderní secese v duchu francouzské architektury. Zámek doplňují nárožní věže, vikýře, terasy s arkádami, venkovní schodiště a park. K zámku byla přistavěna kaple svaté Terezky Ježíšovy. Původně byl zámek moderně zařízen a připojen na vlastní vodní elektrárnu.